# 줄리아 마셀
줄리아 마셀(Julia Marcell, 1982년 ~ )은 폴란드의 싱어송라이터이다.